# 19.º Troféu HQ Mix
O 19º Troféu HQ Mix, referente aos lançamentos de quadrinhos de 2006, teve seu resultado divulgado em 2 de julho de 2007. A premiação ocorreu em 11 de julho, no Sesc Pompeia, em São Paulo, com apresentação de Serginho Groisman. O troféu (que homenageia um autor diferente a cada ano) representava o personagem Kactus Kid, do desenhista Renato Canini. Parte das categorias foi escolhida por votação entre mais de 1.200 profissionais da área (roteiristas, desenhistas, jornalistas, editores, pesquisadores etc.). Outros prêmios foram escolhidos pela comissão organizadora do Troféu HQ Mix.

## Prêmios eleitos pelos votantes
| Categoria                    | Vencedor |
| Adaptação para outro veículo | Wood & Stock: Sexo, Orégano e Rock'n'Roll (Otto Guerra)                                                                                                |
| Álbum de aventura            | 100 Balas - blues para um minuteman (Brian Azzarello e Eduardo Risso / editora Opera Graphica)                                                         |
| Álbum infantil               | Turma do Xaxado - lendas e mistérios (Antonio Cedraz / independente)                                                                                   |
| Animação                     | Wood & Stock: Sexo, Orégano e Rock'n'Roll (Otto Guerra)                                                                                                |
| Blog / Flog                  | Os Loucos Underground (Gabriel Bá e Fábio Moon) |
| Caricaturista                | Baptistão |
| Cartunista                   | Laerte |
| Chargista                    | Angeli |
| Desenhista estrangeiro       | Milo Manara |
| Desenhista nacional          | Gabriel Bá e Fábio Moon |
| Desenhista revelação         | Fábio Lyra |
| Edição especial estrangeira  | Corto Maltese - sob o signo de Capricórnio (Hugo Pratt / editora Pixel)                                                                                |
| Edição especial nacional     | 10 Pãezinhos - mesa para dois (Fábio Moon e Gabriel Bá / editora Devir)                                                                                |
| Editora do ano               | Conrad |
| Evento                       | Ilustra Brasil 3, em São Paulo |
| Exposição                    | A História do Futebol no Brasil através da Charge, realizada no Sesc Ipiranga, em São Paulo                                                            |
| Fanzine                      | Subterrâneo |
| Ilustrador                   | Orlando Pedroso |
| Ilustrador de livro infantil | Daniel Bueno |
| Jornalista especializado     | Sidney Gusman |
| Livro teórico                | Tico-Tico 100 anos - centenário da primeira revista de quadrinhos do Brasil (Waldomiro Vergueiro e Roberto Elísio dos Santos / editora Opera Graphica) |
| Minissérie                   | Adolf (Osamu Tezuka / editora Conrad) |
| Projeto editorial            | Cidades Ilustradas - Cidades do Ouro (editora Casa 21)                                                                                                 |
| Projeto gráfico              | Sandman (Neil Gaiman \| editora Conrad) |
| Prozine                      | A mosca no copo de vidro (vários autores) |
| Publicação de cartuns        | Antologia do Pasquim - vol. 1 (vários autores / editora Desiderata)                                                                                    |
| Publicação de charges        | Antologia do Pasquim - vol. 1 (Desiderata) |
| Publicação de clássicos      | Corto Maltese - a balada do mar salgado (Hugo Pratt / editora Pixel)                                                                                   |
| Publicação de humor          | Níquel Náusea - tédio no chiqueiro (Fernando Gonsales / editora Devir)                                                                                 |
| Publicação de terror         | Os mortos-vivos - dias passados (Robert Kirkman e Tony Moore / editora HQM)                                                                            |
| Publicação de tiras          | Níquel Náusea - tédio no chiqueiro (Fernando Gonsales / editora Devir)                                                                                 |
| Publicação erótica           | Valentina - Crepax 65-66 (Guido Crepax / editora Conrad)                                                                                               |
| Publicação independente      | 10 Pãezinhos - um dia, uma noite (Gabriel Bá e Fábio Moon)                                                                                             |
| Publicação mix               | Front # 17 (vários autores / editora Via Lettera) |
| Publicação sobre quadrinhos  | Mundo dos Super-Heróis (editora Europa) |
| Revista de aventura          | Lobo Solitário (Kazuo Koike e Goseki Kojima / editora Panini)                                                                                          |
| Revista infantil             | O Menino Maluquinho (Ziraldo / editora Globo) |
| Roteirista estrangeiro       | Kazuo Koike |
| Roteirista nacional          | Lourenço Mutarelli |
| Roteirista revelação         | Daniel Esteves |
| Salão de humor               | 33º Salão Internacional de Humor de Piracicaba |
| Site de autor                | Samuel Casal |
| Site de quadrinhos           | Mundo Canibal |
| Site sobre quadrinhos        | Universo HQ |
| Tira nacional                | Piratas do Tietê (Laerte) |

## Prêmios eleitos pela comissão e pelos júris especiais
| Categoria                      | Vencedor |
| Grande contribuição            | Passos perdidos, história desenhada: a presença judaica em Pernambuco no Século XX (Tânia Kaufman, Amaro Braga, Danielle Jaimes e Roberta Cirne / Arquivo Histórico Judaico de Pernambuco) |
| Grande mestre                  | Sergio Macedo |
| Homenagem                      | Conceição Cahú |
| Trabalho de Conclusão de Curso | HQ: a nona arte (Daniela de Andrade Santana, Janaina Guimarães Monteiro, Priscila Sodré Portilho da Silva e Vivian Lima Conesa / Universidade Anhembi Morumbi)                             |
| Dissertação de Mestrado        | O ensino da arte e produção de histórias em quadrinhos no ensino fundamental (João Marcos Parreira Mendonça / Universidade Federal de Minas Gerais)                                        |
| Tese de Doutorado              | As histórias em quadrinhos como informação imagética integrada ao ensino universitário (Gazy Andraus / Universidade de São Paulo)                                                          |

## Indicados
Em abril, os organizadores divulgaram uma lista de indicados em cada categoria a ser votada pelos profissionais de quadrinhos. Em 2007, foram sete indicados por categoria. Embora seja permitido aos eleitores escolherem um nome que não esteja entre os indicados, normalmente vence quem está na lista.

### Desenhista nacional
- Fido Nesti (Os Lusíadas em Quadrinhos)
- Flavio Luiz (O Messias)
- Gabriel Bá e Fábio Moon (Mesa para Dois)
- Ivan Reis (Superman)
- Lourenço Mutarelli (Caixa de Areia)
- Mascaro (Domínio Público 1 e 2)
- Samuel Casal (Domínio Público 1 e 2)

### Desenhista estrangeiro
- Alex Maleev (Demolidor)
- Frank Quitely (We3 - Instinto de Sobrevivência
- Hugo Pratt (Corto Maltese)
- John Cassaday (Planetary, X-Men)
- Milo Manara (El Gaucho, Bórgia - Poder e Incesto, O Clic)
- Moebius (Incal)
- Takehiko Inoue (Vagabond, [Slam Dunk])

### Roteirista nacional
- André Kitagawa (Chapa Quente)
- Gonçalo Junior (O Messias)
- Leo (Aldebaran)
- Lourenço Mutarelli (Caixa de Areia)
- Osmarco Magalhães (O Instituto)
- Volney Nazareno (Encantarias)
- Wellington Srbek (Muiraquitã)

### Roteirista estrangeiro
- Alejandro Jodorowsky (Incal)
- Hugo Pratt (Corto Maltese, El Gaucho)
- Joan Sfarr (O Gato do Rabino)
- Kazuo Koike (Lobo Solitário)
- Brian Michael Bendis (Demolidor)
- Osamu Tezuka (Adolf)
- Robert Kirkman (Os Mortos-Vivos, Invencível)

### Desenhista revelação
- Beto Nicácio (Corpo de Delito)
- Fábio Lyra (Mosh!)
- Júlio Brilha (Front 17)
- Kleber Sales (Domínio Público 1)
- Manoel Magalhães (O Instituto)
- Otoniel Oliveira (Encantarias)
- Ricardo Leite (Destino: Oeste)

### Roteirista revelação
- Anísio Serrazul (Guerreiros da Tempestade)
- Anita Costa Prado (Katita, Tiras Sem Preconceito)
- Daniel Esteves (Front 17)
- Gabriel de Mattos (Destino: Oeste)
- Iramir Araújo (Corpo de Delito)
- Osmarco Magalhães (O Instituto)
- Volney Nazareno (Encantarias)

### Chargista
- Angeli (Folha de S.Paulo)
- Aroeira (O Dia)
- Bennet (Diário dos Campos)
- Chico Caruso (O Globo)
- Dálcio (Correio Popular)
- Jean (Folha de S.Paulo)
- Novaes (Gazeta Mercantil)

### Caricaturista
- Baptistão
- Bira Dantas
- Dálcio
- Fernandes
- Gilmar Fraga
- Gustavo Duarte
- Loredano

### Cartunista
- Allan Sieber
- Biratan
- Dacosta
- Gilmar
- Jota A.
- Laerte
- Santiago

### Ilustrador
- Biry
- Kako
- Mário Bag
- Negreiros
- Orlando
- Patrícia Lima
- Walter Vasconcelos

### Ilustrador de Livro Infantil
- Alê Abreu - Abc do Mundo Árabe (SM)
- Angela Lago - Lucas e o Rouxinol (Melhoramentos)
- Daniel Bueno - Histórias de Bicho Feio (Companhia das Letrinhas)
- Fernando Vilela - Lampião & Lancelote (Cosac Naify)
- Graça Lima - Lápis Encantado (Quinteto Editorial)
- Michele Iacocca - Bambolina (Ática)
- Suppa - A História da Sopeira e da Concha (Salamandra)

### Revista Infantil
- As Meninas Superpoderosas (Panini)
- Chico Bento (Globo)
- Julieta (Globo)
- Mônica (Globo)
- O Menino Maluquinho (Globo)
- Tio Patinhas (Abril)
- W.I.T.C.H. (Abril)

### Publicação de clássico
- As Aventuras de Tintim - O Caranguejo das Pinças de Ouro (Companhia das Letras)
- Corto Maltese – A Balada do Mar Salgado (Pixel)
- Grandes Clássicos DC 7 e 8 - Lanterna Verde/Arqueiro Verde (Panini)
- Luluzinha: Vai às Compras (Devir)
- O Fantasma - Sempre aos Domingos (Opera Graphica)
- O Melhor da Disney - As Obras Completas de Carl Barks (Abril)
- Watchmen (Via Lettera)

### Publicação de humor
- Antologia do Pasquim Vol. 1 (Desiderata)
- Capitão Presença (Conrad)
- Níquel Náusea: Tédio no Chiqueiro (Devir)
- Revista F nº 4 (Conrad)
- Roko-Loko e Adrina-Lina - Born to be Wild (Opera Graphica)
- Seis Mãos Bobas (Devir)
- Zongo Cômiques (Independente)

### Publicação mix
- Banda Grossa
- Domínio Público
- Front 17
- Graffiti 76% # 15
- Juke Box
- Marvel Max (Panini)
- Mosh!

### Publicação de terror
- Aberrações - No Coração da América (Devir)
- Crimes Macabros (Pixel)
- Lovecraft (Devir)
- Monster (Conrad)
- Os Mortos-Vivos - Dias Passados (HQM Editora)
- Reino dos Malditos (Pixel)
- Uzumaki - A Espiral do Horror (Conrad)

### Revista de aventura
- Conan, o Cimério (Mythos)
- Demolidor (Panini)
- J. Kendall - Aventuras de uma Criminóloga (Mythos)
- Ken Parker (Tapejara)
- Lobo Solitário (Panini)
- Mágico Vento (Mythos)
- Marvel Millennium (Panini)

### Publicação de tiras
- Cabeça Oca 6 (Independente)
- Geraldão - Edipão, Surfistão & Gravidão (Pocket L&PM)
- Níquel Náusea - Tédio no Chiqueiro (Devir)
- Ozzy 1 - Caramba! Mas Que Garoto Rabugento (Companhia das Letras)
- Piratas do Tietê - A Escória em Quadrinhos (Pocket L&PM)
- Radicci 6 (Pocket L&PM)
- Tiras de Letra Todo Dia (Virgo)

### Edição especial nacional
- 10 Pãezinhos - Mesa para Dois (Devir)
- Caixa de Areia (Devir)
- Chapa Quente (Independente)
- Destino: Oeste (Tanta Tinta)
- Encantarias (Independente)
- O Instituto (Aeroplano)
- O Messias (Opera Graphica)

### Edição especial estrangeira
- Chosen - O Eleito do Senhor (Mythos)
- Corto Maltese: Sob o Signo de Capricórnio (Pixel)
- El Gaucho (Conrad)
- Incal – Volume 1 (Devir)
- Mas Ele Diz que me Ama (Ediouro)
- O Gato do Rabino - O Bar-Mitzvah (Jorge Zahar)
- Sandman - Estação das Brumas (Conrad)

### Minissérie
- Adolf (Conrad)
- Conan - Hinos dos Mortos (Mythos)
- Crise de Identidade (Panini)
- DC - A Nova Fronteira (Panini)
- Dinastia M (Panini)
- Lanterna Verde – Renascimento (Panini)
- Superman/Shazam - O Primeiro Trovão (Panini)

### Publicação sobre quadrinhos
- Crash! (Escala)
- Herói (Pixel)
- Marvel Blast! (Panini)
- Mundo dos Super-Heróis (Europa)
- Neo Tokyo (Escala)
- Quadreca (Editora-Laboratório Com-Arte da ECA/USP)
- Wizard/Wizmania (Panini)

### Publicação independente
- 10 Pãezinhos - Um Dia, Uma Noite
- Chapa Quente
- Domínio Público
- Encantarias
- Jayne Mastodonte
- Mosh!
- Muiraquitã

### Fanzine
- Cobaia
- Efeito Dominó
- Justiça Eterna
- Mazeboy
- No Fiofó Todo Dia
- Shortcuts
- Subterrâneo

### Prozine
(Fanzines de profissionais, escolas ou cursos)
- A Mosca no Copo de Vidro
- Areia Hostil
- Peixe Frito
- Prismarte
- Putzgrila
- Top! Top!

### Projeto gráfico
- Carnaval - Cores e Movimentos (Casa 21)
- Cidades do Ouro – Cidades Ilustradas (Casa 21)
- Jonah Hex – Slip Case (Opera Graphica)
- O Fantasma: Sempre aos Domingos (Opera Graphica)
- O Gato do Rabino (Jorge Zahar)
- Incal (Devir)
- Sandman (Conrad)

### Álbum de aventura
- 100 Balas - Blues para um Minuteman (Opera Graphica)
- Goon - O Casca-Grossa (Mythos)
- Invencível - Oito é Demais (HQM Editora)
- Liga da Justiça e Vingadores - Edição de Luxo (Panini)
- Nausicaä do Vale do Vento (Conrad)
- Planetary - O Quarto Homem (Devir)
- XIII (Panini)

### Álbum infantil
- As Aventuras de Osvaldo (Marca de Fantasia)
- Cabeça Oca 6 - Quem Agüenta? (Independente)
- Coleção As Melhores Tiras – Mônica (Globo)
- Jupré (Imprensa Oficial)
- O Menino do Kampung (Conrad)
- Ozzy 1 - Caramba! Mas Que Garoto Rabugento (Companhia das Letras)
- Turma do Xaxado – Lendas e Mistérios (Independente)

### Publicação de charges
- Antologia do Pasquim Vol. 1 (Desiderata)
- Avenida Brasil: Se Meu Rols-Royce Falasse – Paulo Caruso (Devir)
- CorruPTos? Mas quem não é? – Diogo Salles (Independente)
- Edição de Risco - Vários (Tinta China)
- Humor Cerrado – Vários (Artimpressa Editora)
- Lula Lá – A (O)Missão - Chico Caruso (Devir)
- Onde foi que eu errei? - Rico (Independente)

### Publicação de cartuns
- Antologia do Pasquim Vol. 1 (Desiderata)
- Curvas Perigosas 1 e 2 - Maitena (Planeta)
- Edição de Risco - Vários (Tinta China)
- Gip! Gip! Nheco! Nheco! (Desiderata)
- Humor Cerrado – Vários (Artimpressa Editora)
- Onde foi que eu errei? - Rico (Independente)
- Stockadas – Stocker (Via Lettera)

### Livro teórico
- Almanaque dos Quadrinhos - Carlos Patati (Ediouro)
- Benicio - Um Perfil do Mestre das Pin-ups e dos Cartazes de Cinema - Gonçalo Junior (CLUQ)
- Biblioteca dos Quadrinhos - Gonçalo Junior (Opera Graphica)
- Homens do Amanhã - geeks, gângsteres e o nascimento dos gibis - Gerad Jones (Conrad)
- Mangá - Como o Japão Reinventou os Quadrinhos - Paul Gravett  (Conrad)
- Mauricio – Quadrinho a Quadrinho - Sidney Gusman (Globo)
- Tico-Tico 100 Anos - Centenário da Primeira Revista de Quadrinhos do Brasil (Opera Graphica)*

### Tira nacional
- Aline - Adão Iturrusgarai
- Animatiras - Jean
- Chiclete com Banana - Angeli
- Níquel Náusea - Fernando Gonsales
- Ócios do Ofício - Gilmar
- Piratas do Tietê (Striptiras) - Laerte Coutinho
- Vida de Estagiário - Allan Sieber

### Projeto editorial
- Cidades Ilustradas - Cidades do Ouro (Casa 21)
- Clássicos em HQs (Peirópolis)
- Ken Parker (Tapejara)
- Linha Pocket L&PM (L&PM)
- Lusíadas 2500 (Companhia Editora Nacional)
- Republicação Clássicos Marvel e DC (Panini)
- Sandman (Conrad)

### Animação
- Cadê o verde que estava aqui? - Biratan
- Curta Tyger - Guilherme Marcondes
- Wood & Stock: Sexo, Orégano e Rock'n'Roll - Angeli e Otto
- Série Anabel
- Série Cartoon Network Nacionais (Cartoon Network Brasil)
- Megaliga MTV de VJs Paladinos

### Exposição
- A História do Futebol no Brasil Através da Charge – Sesc Ipiranga
- As Histórias em Quadrinhos da Democracia Espanhola - Instituto Cervantes de São Paulo
- Cidades do Ouro – Cidades Ilustradas – Ouro Preto
- Eu...Camisa 10 – Sesc Interlagos
- Quadrinhofilia - Solar do Barão (Curitiba)
- Santos-Dumont e a Turma da Mônica - Um Sonho que Virou História - FIESP
- Simplesmente Quino - Solar do Barão (Curitiba)

### Evento
- 3º Anime Dreams - São Paulo
- 6º SANA - Fortaleza
- 7° Encontro Anual dos Cartunistas (Pizzada) - São Paulo
- Anime Friends - São Paulo
- Festival de Quadrinhos Fnac no Parque Literário - Brasília
- HQ Festival (Aracaju)
- Ilustra Brasil 3 - São Paulo

### Salão de humor
- 14º Salão Universitário de Humor de Piracicaba
- 16° Salão Carioca de Humor
- 19º Salão de Humor de Volta Redonda
- 24º Salão de Humor do Piauí
- 2º Salão de Humor de Paraguaçu Paulista
- 33º Salão de Humor de Piracicaba
- VIII Festival de Humor e Quadrinhos de Pernambuco

### Adaptação para outro veículo
- Gatão de Meia-Idade (Cinema) - Downtown Filmes
- Graphic (Teatro) - Companhia Vigor Mortis
- Homem Voa? (Teatro) - Cia. Catibrum de Teatro de Bonecos
- Novas Havaianas Cartunistas
- Superman – O Retorno (Cinema) - Warner
- Wood & Stock - Sexo, Orégano e Rock´N Roll (Cinema) - Otto Guerra
- X-Men: O Confronto Final (Cinema) - Fox

### Site de quadrinhos
- Cuca e Racha (http://cucaeracha.zip.net)
- Escola de Animais (http://www.escoladeanimais.com)
- Mundo Canibal (https://web.archive.org/web/20170420055038/http://www.mundocanibal.com.br/)
- Noltagia do Terror (http://www.nostalgiadoterror.com)
- O Gralha (http://www.ogralha.com.br)
- Pop Balões (http://www.popbaloes.com)
- Quadrinhos Online (https://web.archive.org/web/20190514155702/http://www.quadrinhosonline.com.br/)

### Site sobre quadrinhos
- A Arca (http://a-arca.uol.com.br)
- Bigorna (www.bigorna.net)
- Fábrica de Quadrinhos (www.fabricadequadrinhos.com.br)
- Fanboy (www.fanboy.com.br)
- HQManiacs (www.hqmaniacs.com.br)
- Pop Balões (http://www.popbaloes.com)
- Universo HQ (http://www.universohq.com)

### Blog / Flog de artista gráfico
- Gabriel Bá e Fábio Moon (https://web.archive.org/web/20190121180235/http://10paezinhos.blog.uol.com.br//)
- Gabriel Renner (https://web.archive.org/web/20180819195556/http://www.estudiopinel.com/)
- JAL (http://www.jalcartoon.nafoto.net)
- Orlandeli (http://blogorlandeli.zip.net/index.html)
- Rodrigo Rosa (http://www.blogdedesenho.blogger.com.br)
- Solda (http://cartunistasolda.blogspot.com)
- Weberson Santiago (http://webersonsantiago.blogspot.com)

### Site de autor
- Adão Iturrusgarai (http://www2.uol.com.br/adaoonline/v2)
- Biratan (https://web.archive.org/web/20140516222655/http://www.biratan.com.br/)
- Caco Galhardo (http://www2.uol.com.br/cacogalhardo)
- Fido Nesti (https://web.archive.org/web/20161215163204/http://www.fidonesti.com.br/)
- Leandro Robles (http://www.escoladeanimais.com)
- Ricardo Soares (http://www.studioricardosoares.com.br)
- Samuel Casal (http://www.samuelcasal.com)

### Jornalista especializado no segmento
- Carol Almeida (Jornal do Commercio)
- Gonçalo Junior (Bigorna)
- Marko Ajdaric (Neorama e Bigorna)
- Paulo Ramos (Blog dos Quadrinhos)
- Pedro Cirne (Folha de S.Paulo)
- Sidney Gusman (Universo HQ e Wizard)
- Telio Navega (O Globo e Globo Online)

### Editora do ano
- Companhia das Letras
- Conrad
- Devir
- Mythos
- Opera Graphica
- Panini
- Pixel

### Publicação erótica
- A Metamorfose de Lucius (Pixel)
- Bórgia 2 - O Poder e o Incesto (Conrad)
- Clic (Conrad)
- Giovanna (Conrad)
- Gullivera (Pixel)
- Omaha - The Cat Dancer (Conrad)
- Valentina - Crepax 65-66 (Conrad)